# 波音VC-25
波音VC-25，是美国空军指定的一架客运飞机，一个军事版本的波音747客机。A型机即VC-25A是VC-25目前唯一的型号。
VC-25最著名之处即作为空军一号（由美国空军第89空运联队运行），其呼号即带有美国总统的任何一架美国空军的飞机。 目前在美国服役的两架此型机是高度定制化版本的波音747-200B，其尾码为28000和29000。虽然严格来讲只有总统在机上时才称其为“空军一号”，但此术语目前已普遍用来指代VC-25。这两架飞机常常与海军陆战队一号一同配合使用，后者负责在不便使用车队时将总统送至机场。

## 发展背景
1985年，当时美国总统所用的以波音707为基础的两架VC-137机龄分别已有23年和13年，美国空军因此计划更新总统专机，其需求方案说明书指新专机至少要有三台发动机，且中途不加油的航程至少应为6,000英里（9,700）。波音公司的747和麦克唐纳-道格拉斯公司的DC-10成为候选机型，其后波音在竞争中胜出。波音747专机的制造在隆納·雷根在职期间（1981年－1989年）开始，雷根订购了两架波音747-200B，以取代旧有的波音707专机。
VC-25于1986年组装完毕，次年5月16日首飞。飞机的内饰由当时的美国第一夫人南希·里根设计，采用了美國西南部的设计风格。而这两架飞机因内部通信线路问题拖延至1990年才交付，而当时美国已进入老布什时期。
2015年1月28日，美國空軍宣佈由於VC-25A已經接近使用期限，決定採購兩架波音747-8作為新一代空軍一號，並稱之為VC-25B，預計2027－28年交付，將會成為最後一批啟航的波音4引擎飛機。

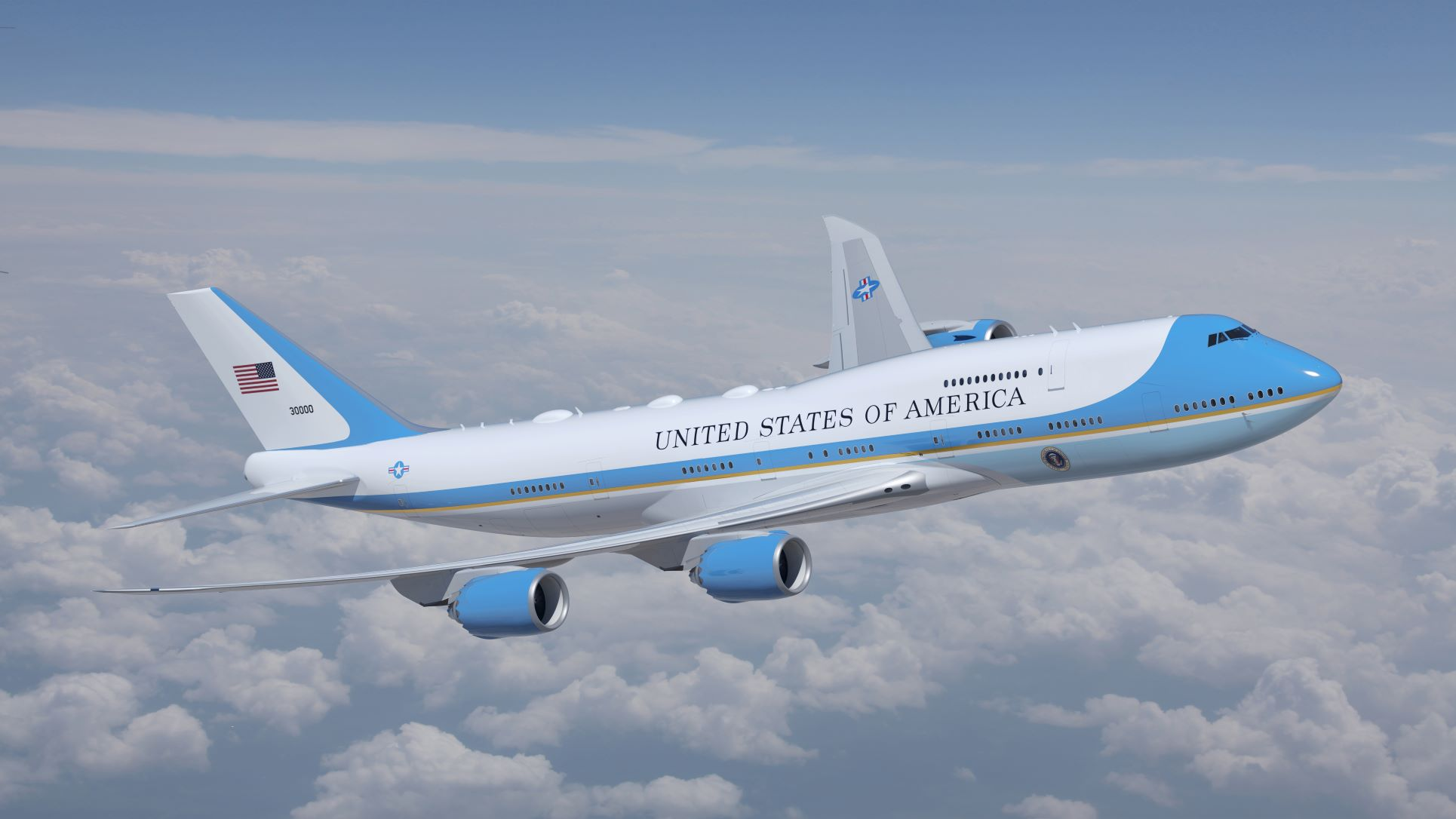
美國新一代空軍一號VC-25B構想圖

## 设计及布局

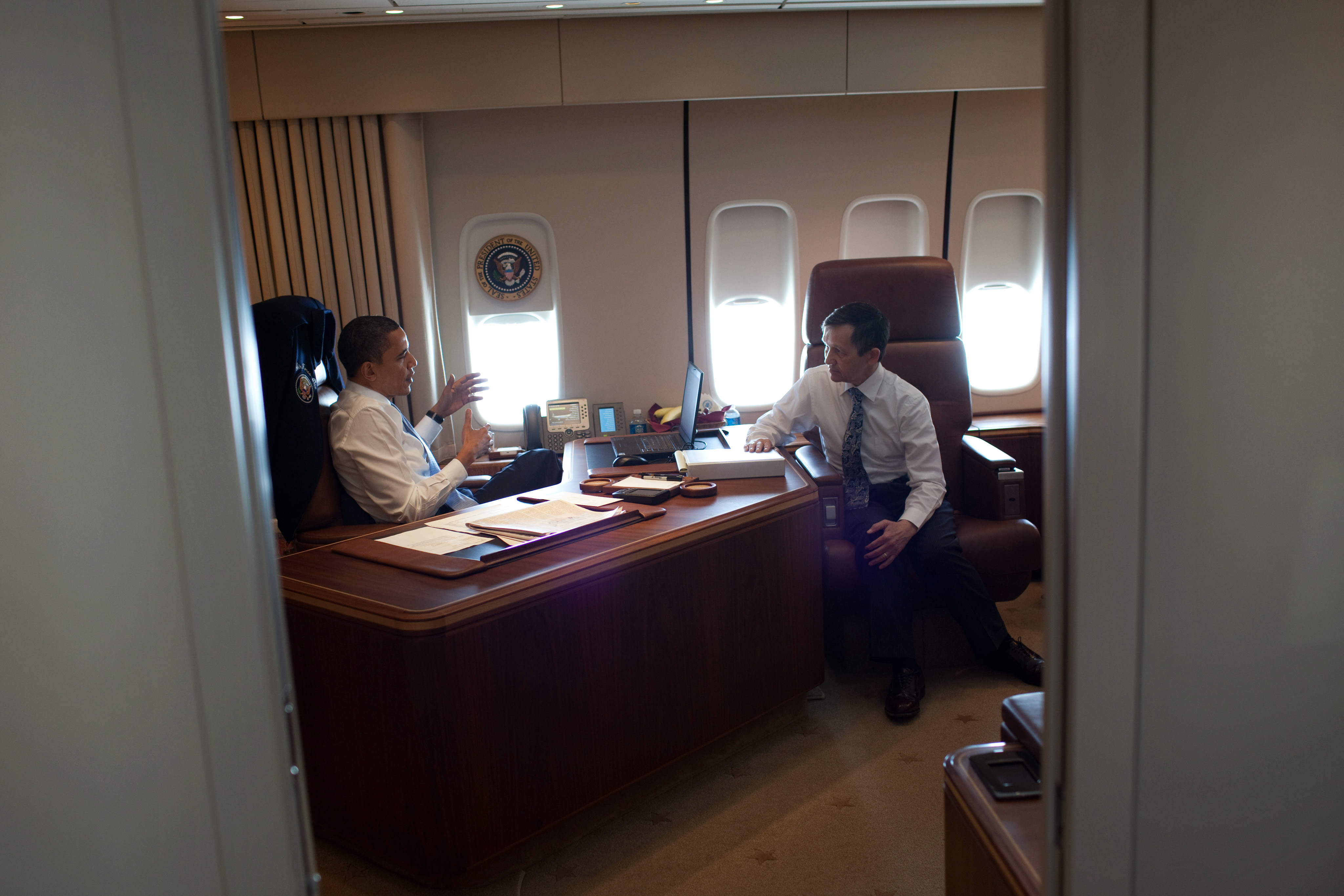
2010年3月15日，美國總統巴拉克·奥巴马在VC-25A上的辦公室會見丹尼斯·库辛尼奇

VC-25和一般的波音747一样有两层客舱及位于机腹的货舱，但其4,000平方英尺（370 m²）的机舱空间被重新布置以满足总统的职务需求。VC-25A的最下层主要是货舱，用以贮存行李及机上供应的食品。
主客舱为飞机的二层或主层。机上有三个登机门，两个在下层，一个在主层。一般地，总统从主层的舱门通过登机舷梯上下机，记者及其他乘客则从下层后机门上下机。而记者及其他乘客的坐席则与一般客机的头等客位无异。

### “空中白宫”

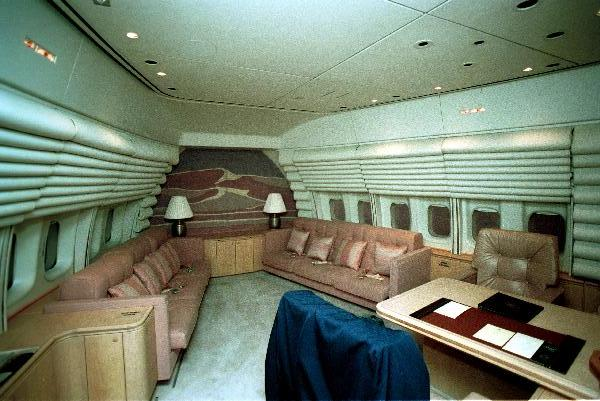
位於VC-25A前艙的總統臥室，其中沙發可展開成床

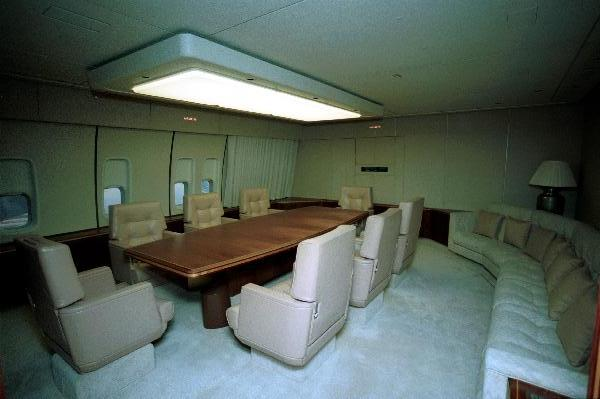
机上会议室

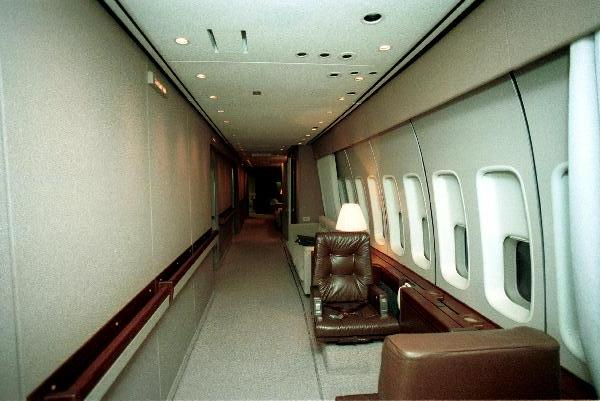
VC-25A左侧的走廊，设有两个特勤局官员坐席

VC-25A的前部被称为机上的“白宫”。设于机头的总统套间包括总统卧室（设两张沙发床），洗手间，淋浴室，梳妆台，两个水槽及一间私人办公室（又称“空军一号上的椭圆形办公室”）。如有必要，总统可在机上办公室向全美發表讲话，而此功能在九一一袭击事件后才增设，因袭击当天美国总统乔治·沃克·布什乘坐的专机不得不在巴克斯代尔空军基地降落以便总统发表讲话，此事也暴露了VC-25A通讯能力不足的问题。机上办公室大多设于机舱的右侧，左侧则是一条走廊，其中设有两个美国特勤局官员的专座。机上也设有一个会议室，它原本是一间情报室，后来改为会议室，内设对角50英寸的等離子顯示屏电视，以便召开电视电话会议。机上办公区的通信系统包括87台电话和19台电视。
VC-25在接近舱门处设有医疗区，包括可折叠手术台，应急医疗器械和药品，每次飞行均各有一名医生和一名护士在机上。乔治·沃克·布什在任期间亦在空军一号上设置了跑步機。机上补给充足，载有航行中需要的全部食物。餐膳则在机上的两个厨房准备，这两个厨房一次能确保100人的餐食供给。总统在机上享有专用菜单。客人的坐席则位于机身中后部，在“机上白宫”以外。
主舱后部设有客人、高階官员、特勤職员、新闻记者的单独坐席。驾驶舱的通信设备设于上层。机上的通信设施亦分保密和非保密。雖然飞机货舱足以装下乘客行李，但總統的後勤物流安排要求载有总统所用直升机、车队及其他随从设施的货机需早於总统专机出發。

## VC-25A空军一号基本数据
- 机组成员：26人（2名驾驶员、飛航工程師、导航员、乘务组、任务组）
- 载客：76人
- 生產年份：1986年
- 服役年份：1990年
- 长度：70.66米 （231英尺10英寸）
- 高度：19.33米 （63英尺5英寸）
- 翼展：59.94米 （196英尺8英寸）
- 最大起飞重量：377,842千克 （833,000磅）
- 引擎：通用電氣CF6-80C2B1F（與747-400同款發動機），每个252千牛推力
- 最大速度：在高度10,668米（35,000英尺）时 1,014公里/小时（547.5节，630.1英里/小时），0.92马赫
- 巡航速度：在高度10,668米（35,000英尺）时 930公里/小时（500节，580英里/小时），0.84马赫
- 巡航距离：12,600公里（6,800海里，7,800英里）
- 最大升限：13,700米（45,100英尺）
- 内部空间：371.6平方米
- 重量：超过400吨
- 机内空间面积：4,000平方米
- 主舱面积：370平方米
- 停放机场：安德鲁斯空军基地，距白宫16公里
- 机上通讯：87条不同的电话线（其中28条防窃听）

## 流行文化
- 1996年美國電影《天煞-地球反擊戰》中，衛星技術人員大衛到白宮通知美国总统湯瑪斯關於外星人的宇宙船在地球上的計劃，湯瑪斯與他的要員坐直升機前往安德魯斯空軍基地後登上空軍一號撤離，翌日機上的軍官監察美国空军對宇宙船的攻擊行動，最後飛往研究外星人的軍事基地「51區」後降落。
- 1997年由哈里森·福特主演的一部動作電影《空軍一號》，由于特勤内奸导致飞机被独裁领袖追随者劫持，最后福特所扮演的美国总统在斗智斗勇，清除了全部劫机者并成功被救，内奸和飞机一同坠毁。
- 2004年在街機射擊遊戲《魅影小隊》第二關，國際恐怖组织“蒼之狼”劫持了從歐洲舉行會談回歸A國的空軍一號。玩家需要重新壓制全機，並且救出A國的總統。
- 2013年美國電影《鋼鐵人3》，反派奧德區穿上鋼鐵愛國者綁架空軍一號上的美國總統，最後空軍一號在空中起火爆炸。
- 2013年美國電影《白宮末日》，劇中副總統艾爾文·哈蒙德直接與自己的人馬坐空軍一號離開白宮。其後劇中總統詹姆斯·索耶被外界認定死亡（其實存活）時，機上的副總統艾爾文成為新一任美國總統。但最後空軍一號被雇傭兵中的電腦駭客斯基普·泰勒以核飛彈控制系統的飛彈直接擊中墜毀。

## 另请参阅
- 空军一号拍照事件
- 空军二号
- 行政專機

相关开发
- 波音747
- 波音E-4“守夜神”

类似型号
- VC-137C SAM 26000
- VC-137C SAM 27000
- 波音C-32
- C-40“快船”